# Curt Fortin
Curt Joshua Fortin (Oranjestad (Aruba), 27 september 1978) is een Nederlands acteur, presentator, zanger, regisseur en schrijver. 

## Biografie
Fortin is geboren op Aruba. Op zijn vijfde kwam hij naar Nederland. Op zijn veertiende zat Fortin in een band die onder andere Bonaire, Curaçao en zijn geboorteland Aruba aandeed. In 1999 regisseerde hij de korte film Kleine Man. Zijn carrière op televisie begon in 2002, met zijn deelname aan Star Academy. Hierna kreeg hij kleine rollen in Onderweg naar Morgen, Bon bini beach, AlexFM en een rol in de reizende musical De Zevensprong.
In 2005 begon Fortin met presenteren. Twee jaar lang presenteerde hij Top of the Pops voor BNN en aansluitend het urban-lifestyleprogramma URBNN. Tegelijk speelde hij in de Nickelodeon-serie Het Huis Anubis de rol van de geschiedenis- en dramaleraar Jason Winker. Ook speelde hij in Voetbalvrouwen gedurende twee seizoenen de rol van stervoetballer Gio Goudzand. 
Vanaf 2010 werkte hij mee aan twee kinderprogramma's. Samen met Felice Dekens presenteerde hij Efteling TV: De Schatkamer voor RTL Telekids. Daarnaast speelde hij Hoep in het kleuterprogramma HoelaHoep van de NTR. Sinds 2012 is hij onder meer presentator en verslaggever voor de radio- en televisieprogramma's van Omroep West.
Fortin werkte vijf jaar lang aan een jeugdroman, met de titel Yakanuko - Een gevaarlijke opdracht. Dit deed hij samen met illustrator Nick van Leent, die verantwoordelijk was voor de vele illustraties in het boek. Het boek is uitgegeven door uitgeverij Leopold. Met hun debuutroman wonnen Fortin en Van Leent in juni 2015 de Hotze de Roosprijs. In 2016 zijn ze met hun creatie de theaters in gegaan. De familievoorstelling Yakanuko - Vecht voor je dromen is een verlengstuk van het boek. Fortin en Van Leent zijn zelf ook onderdeel van de cast.
In 2017 ging Fortin uit de kleren voor het naaktdatingprogramma van RTL 5 genaamd Adam Zkt. Eva VIPS.
In 2022 Curt te zien in het SBS6 programma De Alleskunner VIPS waar hij dertiende eindigde.

## Carrière

### Televisie
- 2002 - Onderweg naar Morgen (Yorin) - Winston
- 2005-2006 - Top of the Pops (BNN, Nederland 2) - presentator
- 2006-2007 - Het Huis Anubis (Nickelodeon) - Jason Winker
- 2007-2008 - URBNN (BNN, Nederland 3) - presentator
- 2008 - AVRO Junior Songfestival (AVRO, Nederland 3) - jurylid
- 2008-2010 - Voetbalvrouwen (RTL 4) - Gio Goudzand
- 2010-2013 - HoelaHoep (NTR, Nederland 3) - Hoep
- 2010-2012 - Efteling TV: De Schatkamer (RTL Telekids en vtmKzoom) - presentator
- 2013 - Malaika (RTL 5) - Mike Cameron
- 2014 - TechTime (Discovery Channel) - presentator
- 2017 - Adam Zkt. Eva VIPS  - deelnemer
- 2022 - De Alleskunner VIPS  - deelnemer

### Theater
- 2004-2005 - De Zevensprong - Roberto/Brozem
- 2006-2007 - Jungleboek, Mowgli en het Regenwoud - Shere-Khan/Bandar
- 2016-2017 - Yakanuko - Vecht voor je dromen - verteller/Jake

### Boeken
- 2014 - Yakanuko - Een gevaarlijke opdracht (winnaar Hotze de Roosprijs 2015)[3][4]
- 2015 - Een reu... reu... reuzenslang (Arubaans kinderboekenweekgeschenk 2015)[6]

## Trivia
- Fortin is ambassadeur van de Leprastichting.